# Parkia parrii
Parkia parrii är en ärtväxtart som beskrevs av John Gilbert Baker. Parkia parrii ingår i släktet Parkia och familjen ärtväxter. Inga underarter finns listade i Catalogue of Life.